# Am Stadtpark (Weißenfels)
Die Straße Am Stadtpark ist ein Denkmalbereich in der Stadt Weißenfels in Sachsen-Anhalt. Im örtlichen Denkmalverzeichnis ist die Straße unter der Erfassungsnummer 094 11325 verzeichnet.

## Allgemeines
Namensgeber der Straße ist der Alte Friedhof und heutige Stadtpark von Weißenfels. Der Denkmalbereich umfasst die Hausnummern 1, 2, 3, 4, 5. Die Hausnummer 6 gehört nicht mit zum Denkmalbereich, steht aber selbstständig unter Denkmalschutz. Die Hausnummer 4 ist ein Teil des Denkmalbereiches, steht aber auch noch einmal gesondert unter Denkmalschutz.

## Gebäude

### Hausnummer 6
Die Hausnummer 6 ist das ehemalige Verwaltungsgebäude des Landratsamtes Weißenfels. Es wird heute von der Kreisverwaltung des Burgenlandkreises genutzt.